# Palme Grove Cemetery

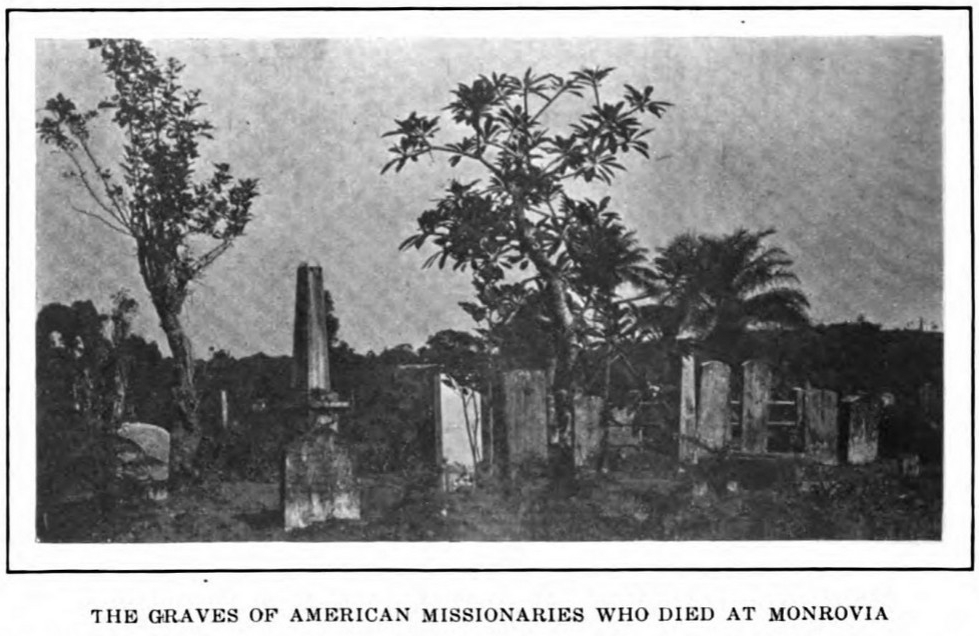
Gräber der in Monrovia verstorbenen Missionare (1909)

Der Palme Grove Cemetery ist der Hauptfriedhof der liberianischen Hauptstadt Monrovia.
Der Friedhof wurde bereits im ersten Drittel des 19. Jahrhunderts begonnen und diente zunächst als Begräbnisstätte für die ersten Toten der neu gegründeten Stadt Monrovia, die oft schon nach wenigen Tagen, noch geschwächt von den Strapazen der Seereise, an Krankheiten und Infektionen verstarben.
Durch die rasche Bevölkerungszunahme der Stadt nach dem Zweiten Weltkrieg wurde der Friedhof zum Hauptfriedhof bestimmt.

Palme Grove Cemetery besteht heute aus einer parkartigen Anlage mit einer Ausdehnung von jeweils maximal 300 Meter in die Haupthimmelsrichtungen. Er wird von einem breiten, asphaltierten Weg in zwei etwa gleich große Teile zerschnitten. Beide Hälften sind jeweils mit einer Mauer eingefriedet, an der nischenartig einige Mausoleen und Gedenktafeln anlehnen. Die Anordnung der Gräber ist ungeordnet, auch findet man kaum mehr schattenspendende Bäume.
Der Friedhof verfügt über keine Kapelle oder Aufbahrungshalle.